# Десислава Стоянова (журналист)
Вижте пояснителната страница за други личности с името Десислава Стоянова.
Десислава Стоянова е съвременна българска бизнес-дама, консултант по медийни и презентационни умения, работила дълги години като българска телевизионна журналистка.

## Биография
Завършва магистратура „Журналистика“ в Софийския университет.
Жени се за Велислав Русев през 2006 г., с когото има две деца.

### Професионално развитие
Десислава Стоянова завършва магистратура в специалност „Журналистика“ на Факултета по журналистика и масови комуникации на Софийския университет. Започва работа във в. „Сега“ през 1998 г. Работи в международния, а след това във вътрешно-политическия отдел на вестника.
През 2002 г. се присъединява към екипа на bTV Новините. През следващите 5 години се занимава предимно с политическа журналистика – отразявала е работата на няколко правителства, присъединяването на България към Европейския съюз, процеса срещу българските медици в Либия.
Авторка е на редица документални филми в bTV Репортерите. Във филма „Двойният живот на Ванко 1“ изследва влиянието върху тийнеджърите на обвинения в трафик на хора и склоняване към проституция рапър, а една от жертвите му споделя от първо лице какво е преживяла.
Във филма „Трафик“ проследява съдбата на една от жертвите на българска мрежа за трафик на жени и сексуалната им експлоатация в Брюксел.
През есента на 2007 става заместник главен редактор на списание „AMICA“. В следващите години пише за списанията AMICA, MAX, L’Europeo.
От февруари 2012 г. до юли 2024 г. е водеща на „Преди обед“ по bTV, заедно с Александър Кадиев.
Авторка е на последното интервю с алпиниста Боян Петров преди заминаването му за връх Шиша Пангма, откъдето той не се завръща. Заедно с оператора Добромир Иванов проследяват подготовката на Боян Петров за последната му експедиция и правят опит да изкачват Мальовица заедно с него.
През 2022 г. основава компанията HOW TO SPEAK, в която организира и води курсове за предприемачи и мениджъри, както и семинарът „Основи на медийното говорене“.

### Участия
През юли 2020 г. е лектор на конференцията „She’s the one“.
През септември 2020 г. води уъркшоп на тема „Как да стана медийно атрактивен. Защо на едни им се получава, а на други – не?“ по време на Тук-Там Кошер 2020.
Заедно с Александър Кадиев са една от двойките, представени в книгата „1+1=1 Успели българи в тандем“ на Веселина Паскова.
С много други известни фигури се включва в благотворителни търгове в помощ на образованието в България.

### Преподавателска дейност
От 2020-та година Десислава Стоянова е обучител и консултант по публично говорене, медийни и презентационни умения. Прави индивидуални и корпоративни обучения с два основни фокуса - подобряване на презентационните умения и ефективна комуникация с медиите и публиката.

### Други
Лектор на форума за кариерно развитие Career show 2021.
Водеща на две поредни издания на конференцията за дигитална трансформация и иновации Digitalk - 2021 и 2022.
Избрана в класацията на „Форбс България“ за една от 70 най-известни личности в страната.

## Награди
Филмът на Десислава Стоянова „Двойният живот на Ванко 1“ печели първа награда в конкурса за разследваща журналистика на асоциация „Разследващи журналисти“ през 2003 г.
За репортажите си за незаконно строителство в Еленския балкан печели през 2007 г. специалната награда на европейския кинофестивал на екологична тематика „Зелена вълна 21 век“.
През 2007 година получава наградата в категория „Телевизия“ на журналистическия конкурс „Робер Шуман“ за филма си „Трафик“.
През 2017-а е избрана за жена на годината в категория „Телевизия“ по време на 12-ите годишни награди на списание „Грация“.
Носителка на наградата "БГ модна икона 2022".